# Aree naturali protette delle Isole Canarie

## Parchi nazionali

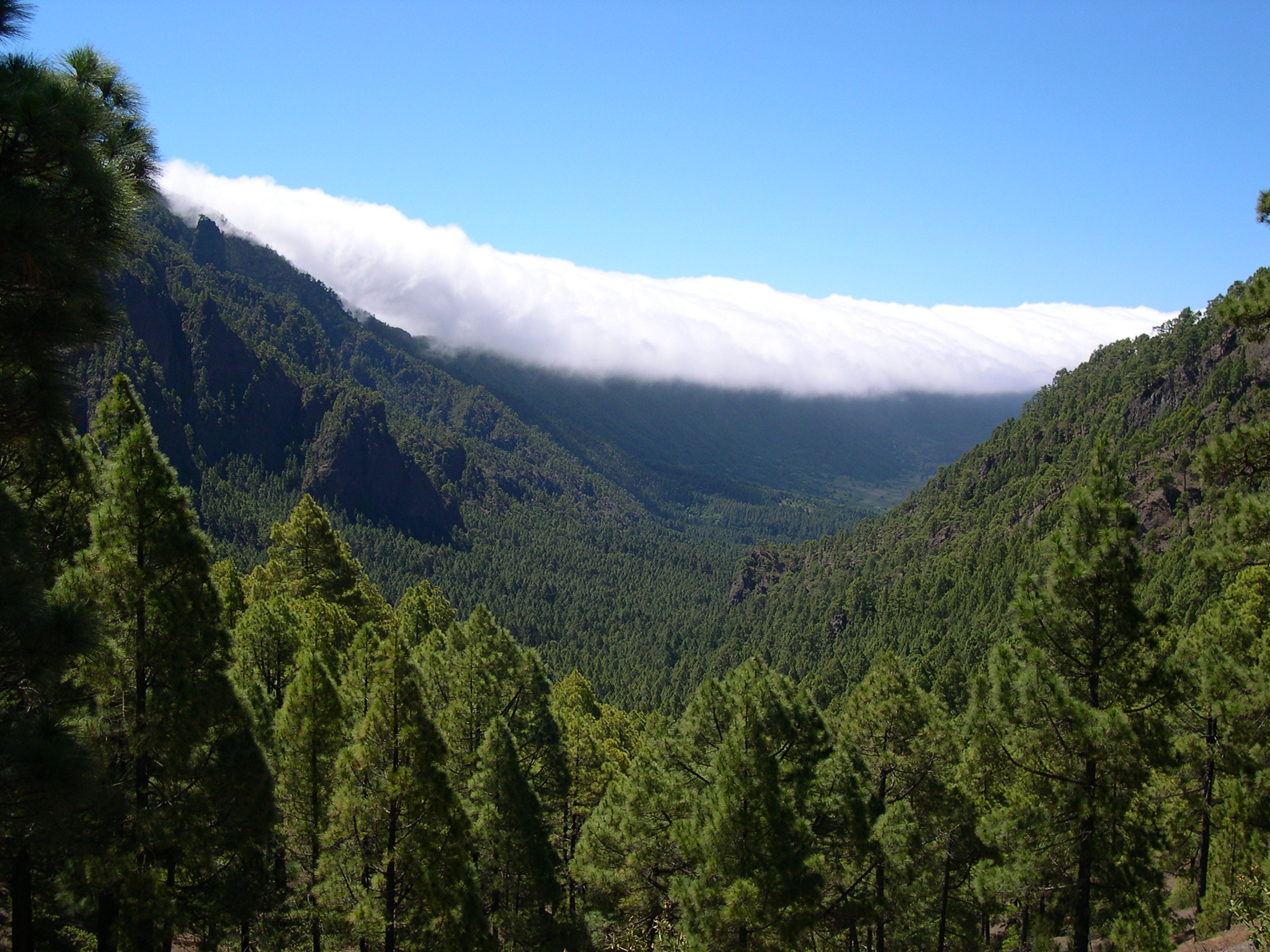
Parco Nazionale de la Caldera de Taburiente

Le isole Canarie sono la comunità autonoma della Spagna con il maggior numero di parchi nazionali; quattro dei 15 parchi nazionali spagnoli ricadono sul loro territorio:
- Parco nazionale della Caldera de Taburiente (La Palma)
- Parco nazionale di Garajonay (La Gomera)
- Parco nazionale del Teide (Tenerife)
- Parco nazionale Timanfaya (Lanzarote)

Il parco nazionale del Teide è il parco con il maggior numero di visitatori per anno della Spagna e il sesto più visitato nel mondo.

## Parchi naturali
Canarie orientali
- Parco naturale dell'arcipelago Chinijo

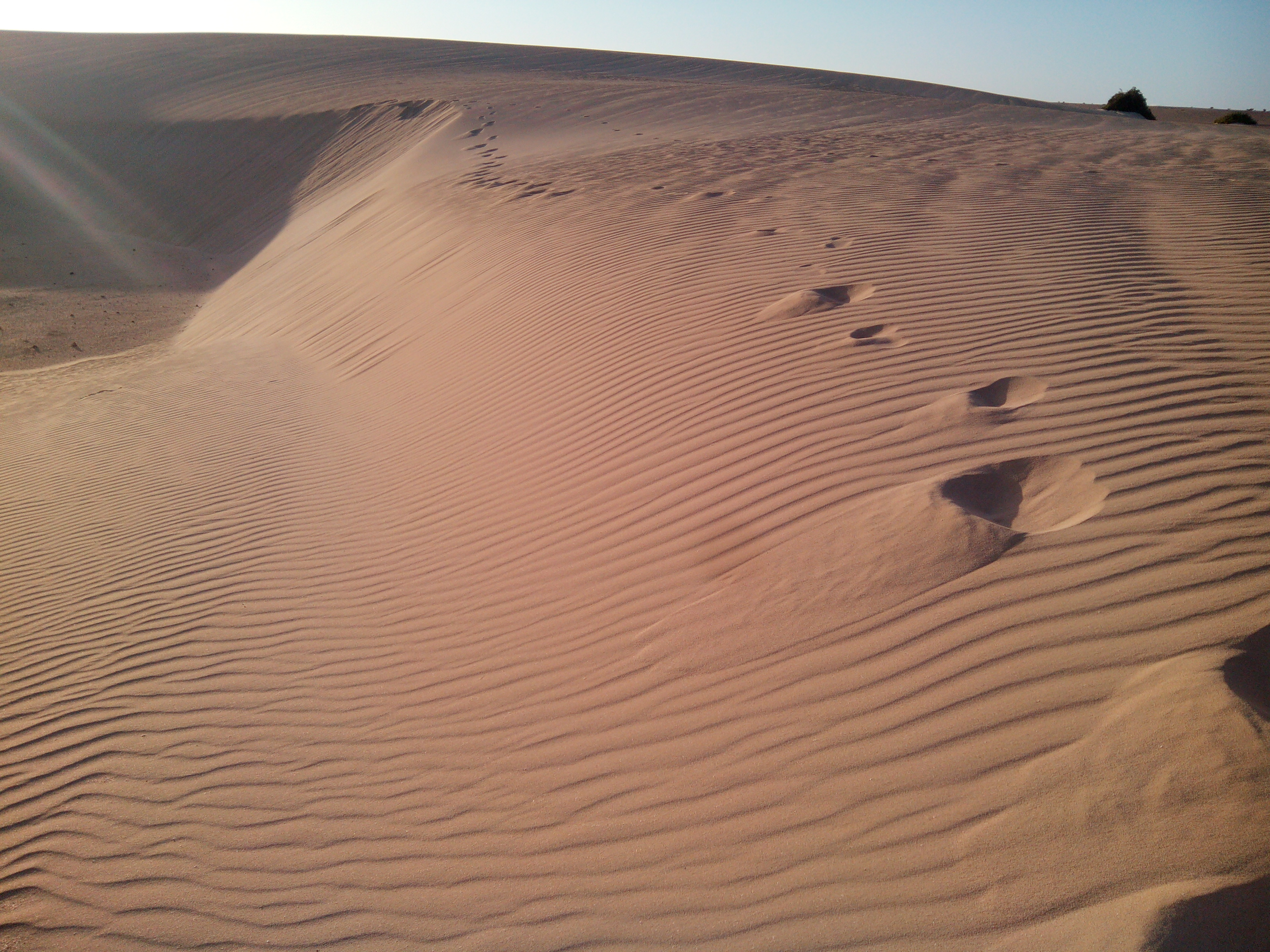
Dune nel Parco naturale di Corralejo

- Parco naturale di Corralejo (Fuerteventura)
- Parco naturale Isola di Lobos (Fuerteventura)
- Parco naturale di Jandía (Fuerteventura)
- Parco naturale Los Volcanes (Lanzarote)
- Parco naturale di Pilancones (Gran Canaria)
- Parco naturale di Tamadaba (Gran Canaria)

Canarie occidentali
- Parco naturale della Corona forestale (Tenerife)
- Parco naturale di Cumbre Vieja (La Palma)
- Parco naturale di Las Nieves (La Palma)
- Parco naturale di Majona (La Gomera)

## Parchi rurali
- Parco rurale di Anaga (Tenerife)
- Parco rurale di Betancuria (Fuerteventura)
- Parco rurale del Nublo (Gran Canaria)
- Parco rurale di Doramas (Gran Canaria)
- Parco rurale di Teno (Tenerife)
- Parco rurale di Frontera (El Hierro)
- Parco rurale di Valle de Gran Rey (La Gomera)